# Адолф (Насау-Диленбург)
Адолф фон Насау-Диленбург (на немски: Adolf von Nassau-Dillenburg; * 1362; † 12 юни 1420) от род Дом Насау, е от 1416 до 1420 г. граф на Насау-Диленбург. Адолф е последван като граф от по-малкия му брат Енгелберт I.

## Произход
Адолф е най-възрастният син на граф Йохан I фон Насау-Диленбург (1339 – 1416) и на Маргарета фон Марк-Клеве († 1409), дъщеря на граф Адолф II фон Марк. Брат е на Йохан II (1399 – 1448), Йохан III (1398 – 1433) и на Енгелберт I (1380 – 1442).

## Фамилия
Първи брак: ок. 1384 г. с Юта фон Диц (* 1367; † 14 август 1397), дъщеря на граф Герхард V фон Диц († 1388) и Гертруд фон Вестербург († 1397). Той получава Графство Диц, което му е признато чрез писмо от крал Вацлав през 1384 г. Те имат една дъщеря:
- Юта († 1 август 1424), омъжена през 1401 г. за Готфрид VII фон Епенщайн-Мюнценберг (1375 – 1437).

Втори брак: през 1401 г. с Кунигунда фон Изенбург-Лимбург († 15 март 1403), дъщеря на Йохан III (II) фон Изенбург-Лимбург († 1407) и Хилдегард фон Саарверден († 1419). Бракът е бездетен.
Той има извънбрачен син:
- Йохан фон Диц († сл. 1430)